# Pisică borneană
Pisica borneană (Catopuma badia) este o specie de felină sălbatică endemică din insula Borneo. În anul 2002, IUCN a clasificat specia ca fiind în pericol, iar populația efectivă este de sub 2 500 de indivizi maturi. Pisica borneană este una dintre cele mai rare specii de feline în viață.